# فيلي تايلور
فيلي تايلور (بالإنجليزية: Willie Taylor)‏ (1 يناير 1870 بإدنبرة في المملكة المتحدة - 23 يوليو 1949) هو مدرب كرة قدم ولاعب كرة قدم بريطاني (وحمل سابقاً جنسية المملكة المتحدة لبريطانيا العظمى وأيرلندا) في مركز جناح ‏. شارك مع منتخب اسكتلندا لكرة القدم. أما مع النوادي، فقد لعب مع بلاكبيرن روفرز وهارت أوف ميدلوثيان.

## وصلات خارجية
- فيلي تايلور على موقع ناشيونال فوتبول تيمز (الإنجليزية)